# Закон о любительском спорте 1978 года
Закон о любительском спорте 1978 — подписанный президентом США Картером закон, создававший Олимпийский комитет США и предусматривавший создание национальных управляющих органов для всех олимпийских видов спорта. Закон обеспечивал правовую защиту для спортсменов.
До принятия закона 1978 года, управление спортом и участием спортсменов США в международных соревнованиях осуществлял Союз любительской атлетики (AAU).  AAU устанавливал такие непопулярные правила, как запрещение женщинам участвовать в соревнованиям по беговым видам и дисквалификация спортсменов, занимавшихся рекламой спортивной обуви. Закон был принят Конгрессом в ответ на критику AAU и лишал эту организацию всех властных полномочий. В настоящее время AAU продолжает существовать как добровольное общество, занимающееся развитием юношеского спорта, играющее значительную роль в развитии лёгкой атлетики и спонсирующее юношеские соревнования по баскетболу.
Закон инициировал создание Олимпийского комитета США, который в свою очередь инициировал создание национальных управляющих органов для различных видов спорта, включая Ассоциацию плавания США, Ассоциацию фехтования США, Ассоциацию лыжного спорта США, Ассоциацию лёгкой атлетики США и Ассоциацию фигурного катания США. Каждый управляющий орган устанавливал правила отбора спортсменов в олимпийскую сборную США и занимался развитием своего вида спорта.
Закон устанавливал, что активные спортсмены (спортсмены-любители, представлявшие США в международных любительских соревнованиях в течение последних 10 лет), должны составлять не менее 20% имеющих право голоса членов в любом совете или комитете соответствующих спортивных органов. Закон также устанавливал правовые процедуры и право обжалования для спортсменов, в случае возникновения споров.
Закон отдавал Олимпийскому комитету исключительное право использования слов «олимпийский» и «олимпиада». Комитет использовал этот закон для судебного преследования некоторых организаций, использовавших эти слова, например, заставил организаторов «Гей-Олимпиады» изменить название соревнований на «Гей-игры».